# Локња (Псковска област)
Локња (рус. Локня) насељено је место са административним статусом варошице (рус. посёлок городского типа) на западу европског дела Руске Федерације. Налази се у источном делу Псковске области и административно припада Локњанском рејону чији је уједно и административни центар.
Према проценама националне статистичке службе за 2016. у вароши је живело 3.548 становника, или око 40% од укупне рејонске популације.

## Географија
Варошица Локња налази се у источном делу Псковске области, односно на северу Куњског рејона, на неких 205 километара југоисточно од административног центра области града Пскова. Јужно од вароши протиче река Локња, лева притока Ловата.
Варошица је важно саобраћајно чвориште и кроз њу пролази железничка пруга на релацији Санкт Петербург−Витепск. Друмским правцима повезан је са Холмом, Великим Лукама и Бежаницима.

## Историја
Варошица Локња развила се као насеље уз железничку пругу од Дна до Новосокољника, отворену 1901. године. На месту садашњег насеља постојало је црквено имање са гробљем Влици које се помиње у писаним изворима из 1488. године. На месту те првобитне дрвене цркве која је срушена због дотрајалости сазидана је крајем XVIII века црква посвећена Преображењу Господњем, која постоји и данас.
Новооснована железничка станица, а касније и насеље које се развило уз њу, добила је име по оближњој реци Локњи која тече нешто јужније.
Железничка станица Локња званично је добила статус полуурбаног насеља у рангу варошице 1941. године.

## Демографија
Према подацима са пописа становништва 2010. у вароши је живело 3.872 становника, док је према проценама националне статистичке службе за 2016. варошица имала 3.548 становника.
| 1939. | 1959. | 1970. | 1979. | 1989. | 2002. | 2010. | 2015. |
| ----- | ----- | ----- | ----- | ----- | ----- | ----- | ----- |
| 2.194 | 3.421 | 4.277 | 5.262 | 6.061 | 4.898 | 3.872 | 3.548 |